# Germanització dels polonesos durant les particions
Després de la partició de Polònia a finals del segle xviii, el Regne de Prússia i, més tard, l'Imperi Alemany van imposar una sèrie de polítiques i mesures de germanització als polonesos que vivien als territoris guanyats a l'est de les seves fronteres amb la intenció de limitar-hi la presència i la cultura ètnica polonesa.
Aquest procés va continuar a través de diverses etapes fins a la fi de la Primera Guerra Mundial, conflicte durant el qual l'Imperi Alemany planejava annexionar-se 35.000 quilòmetres quadrats del Regne de Polònia i fer-hi una neteja ètnica que afectava entre 2 i 3 milions de la seva població polonesa i jueva amb la idea de fer lloc a colons alemanys.
Acabada la Gran Guerra, la majoria dels territoris habitats per polonesos va passar a formar part de la Segona República Polonesa, fet que va dificultar que es duguessin a terme nous intents de germanització de la seva població per part de la República de Weimar. En canvi, quan l'Alemanya nazi va ocupar Polònia al començament de la Segona Guerra Mundial, va iniciar un seguit de polítiques genocides contra els polonesos ètnics que es van allargar fins a la derrota del nazisme el 1945 i que es poden entendre com la continuació dels processos de germanització anteriors.